# 加爾松 (烏拉圭)
34°35′32″S 54°32′42″W / 34.59222°S 54.54500°W

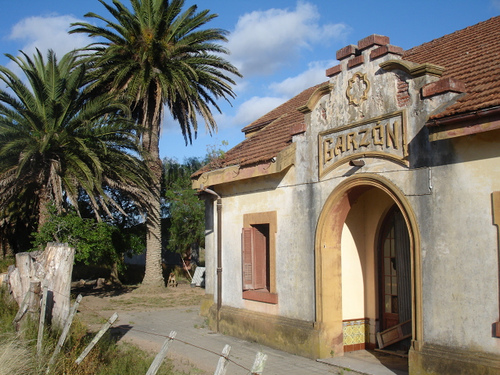

加爾松（西班牙語：Garzón），是烏拉圭的城鎮，位於該國東南部，由馬爾多納多省負責管轄，距離馬爾多納多60公里、羅恰30公里，始建於1890年，海拔高度40米，2011年人口198。

## 另見
- 加爾松潟湖大橋